# Sphenarium borrei
Sphenarium borrei är en insektsart som beskrevs av Bolívar, I. 1884. Sphenarium borrei ingår i släktet Sphenarium och familjen Pyrgomorphidae. Inga underarter finns listade i Catalogue of Life.